# Тарту (муниципалитет)
Та́рту (эст. Tartu linn) — муниципалитет в уезде Тартумаа, Эстония. Основан в 2017 году. Административный центр муниципалитета — город Тарту.

## История
Муниципалитет был создан в результате административной реформы местных самоуправлений Эстонии 2017 года путём объединения города Тарту (населённого пункта) и волости Тяхтвере (муниципалитета). Административный центр муниципалитета — город Тарту.
Площадь муниципалитета Тарту — 154,03 км². Плотность населения на 1 января 2024 года составила 655,9 чел/км².

## Символика
Герб: на красном щите зубчатая городская стена серебряного цвета из упорядоченно выложенных камней, с воротами и двумя башнями с обеих стороны. На первом этаже башни арочные ниши. На верхнем этаже башен в кругах четырёхсторонние выпуклые мотивы. На вершинах конических каменных крыш башен золотые греческие кресты. В расположенных между башнями воротах приподнятая решётка чёрного цвета и на красном фоне серебряная шестиконечная звезда, под ней цепь, прикрепленная концами к стене. Между башнями над воротами прямой обоюдоострый серебряный меч с золотой рукоятью, направленный снизу справа вверх налево и пересекающий серебряный ключ с обращённым вверх язычком, направленный снизу слева вверх направо.

Флаг: основой флага города Тарту является разрешённый привилегией польского короля Стефана Батория от 9 мая 1584 года бело-красный флаг Польши. В центре флага расположено большое изображение герба города Тарту (соотношение высот герба и флага 1:2).
Ключ и меч являются атрибутами Тартуского епископства и святых хранителей города Петра и Павла.
По данным историка Маллу Салупере, на гербе Тарту изображены открытые ворота торгового города, которые есть на всех гербах городов Ганзейского союза, чьими святыми являются Пётр и Павел. Ошибочным, однако, является толкование, согласно которому на гербе изображена башня Тартуской Домской церкви. И Стефан Баторий, который дал городу флаг, не дарил ему герб.

## Населённые пункты
На территории муниципалитета Тарту находятся:
- 1 город: Тарту;
- 2 посёлка: Илматсалу, Мярья;
- 10 деревень: Ворбузе, Илматсалу, Кандикюла, Кардла, Пихва, Рахинге, Рыху, Тяхтвере, Тюки, Хааге.

## Демография по данным Регистра народонаселения
По данным Регистра народонаселения, который ведёт Министерство внутренних дел Эстонии, в 2016 году почти четверть населения Тарту (23,2 %) составляла возрастная группа 7–26 лет, что было выше того же показателя в целом по Эстонии (21,5 %). Удельный вес жителей с хорошим и очень хорошим здоровьем в том же году в Тарту составил 63,6 % против 55,7 % в целом по Эстонии. Также был выше уровень трудовой занятости в возрастной группе 15–74 года: соответственно 70,3 % против 65,6 %.

## Данные Департамента статистики

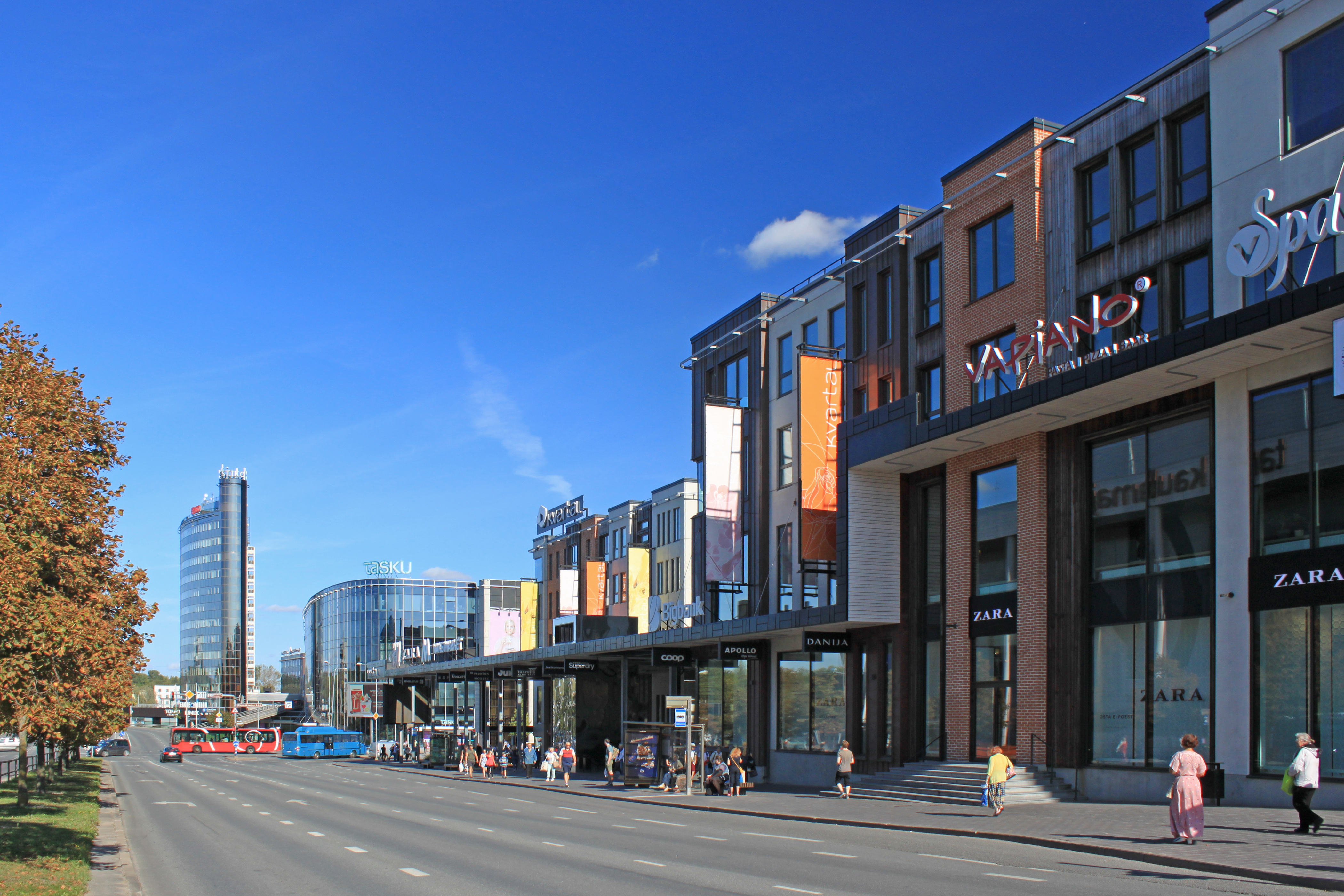
Рижская улица (улица Рийа) в Тарту

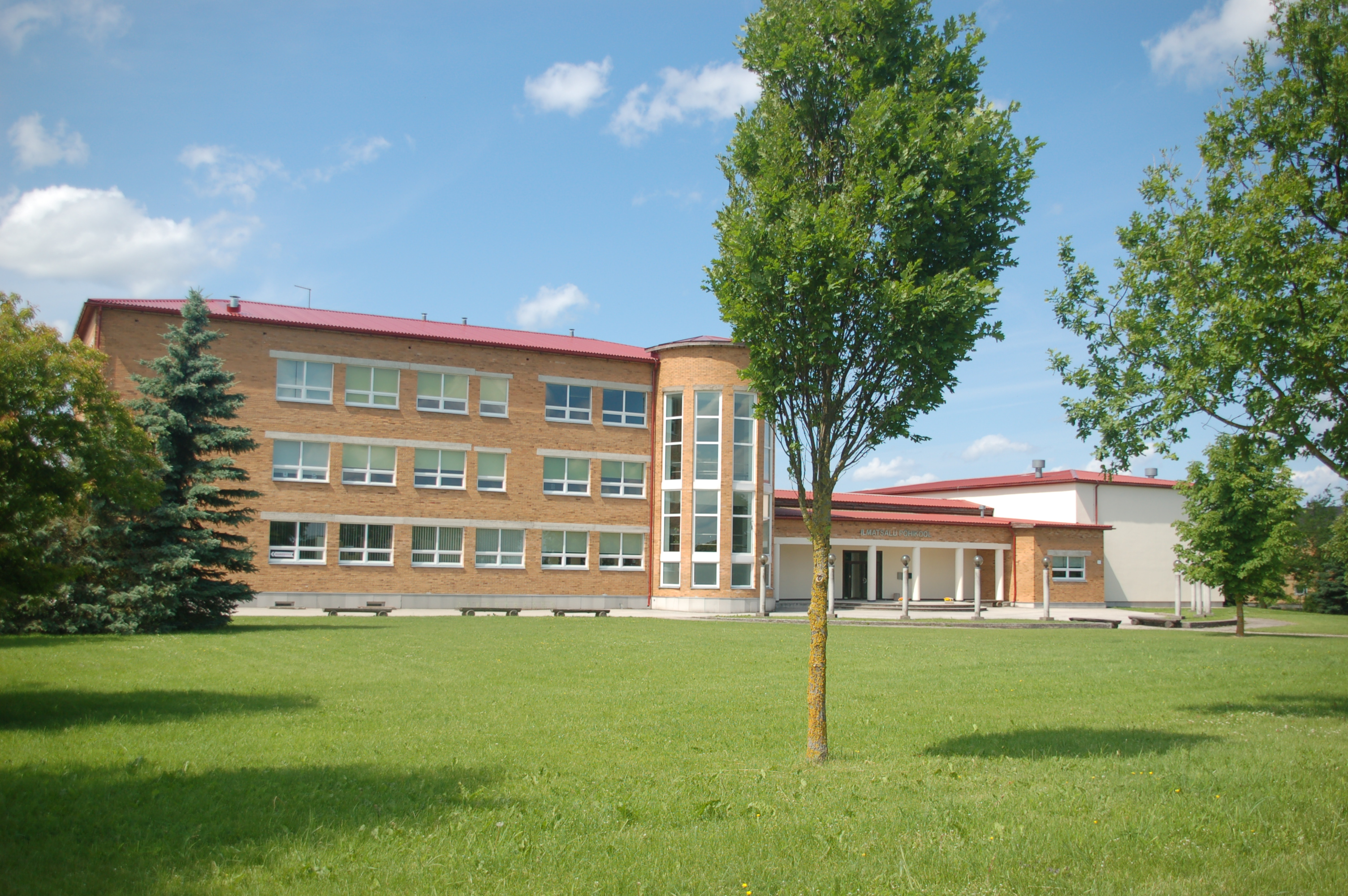
Школа посёлка Илматсалу

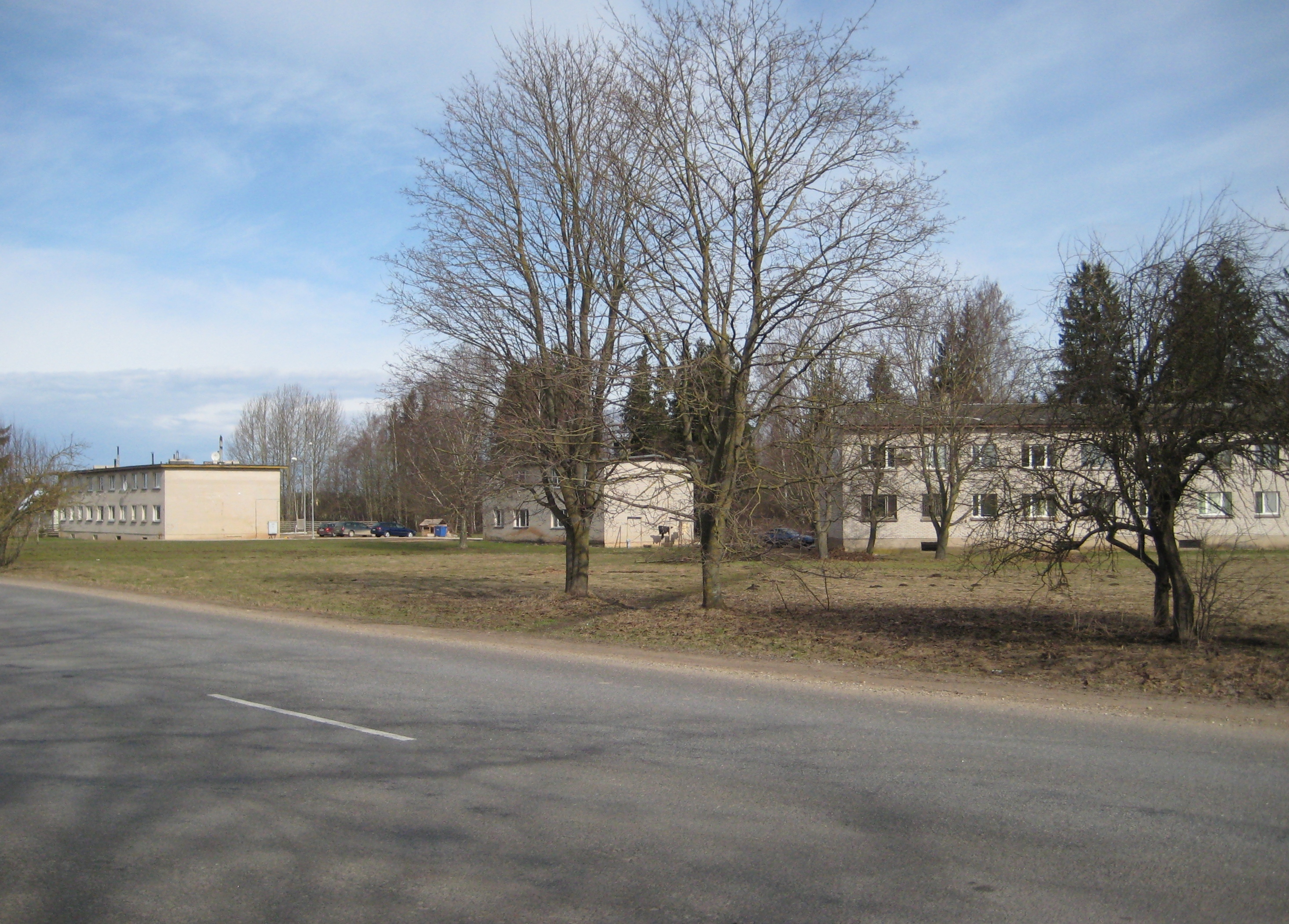
Многоквартирные дома в деревне Рахинге

Данные Департамента статистики Эстонии о муниципалитете Тарту:
Число жителей на 1 января каждого года:
| Год  | 2015   | 2016     | 2017     | 2018     | 2019     | 2020     | 2021     | 2022     | 2023      | 2024      |
| ---- | ------ | -------- | -------- | -------- | -------- | -------- | -------- | -------- | --------- | --------- |
| Чел. | 96 310 | ↘ 96 212 | ↘ 95 667 | ↗ 96 506 | ↗ 96 974 | ↘ 96 123 | ↘ 95 430 | ↗ 98 312 | ↗ 100 724 | ↗ 101 032 |

Число рождений (живорождённых):
| Год  | 2015 | 2016   | 2017   | 2018   | 2019   | 2020   | 2021   | 2022  | 2023  |
| ---- | ---- | ------ | ------ | ------ | ------ | ------ | ------ | ----- | ----- |
| Чел. | 1179 | ↘ 1177 | ↘ 1146 | ↗ 1155 | ↗ 1212 | ↘ 1036 | → 1036 | ↘ 863 | ↘ 823 |

Число умерших:
| Год  | 2015 | 2016  | 2017  | 2018  | 2019   | 2020   | 2021   | 2022   | 2023  |
| ---- | ---- | ----- | ----- | ----- | ------ | ------ | ------ | ------ | ----- |
| Чел. | 944  | ↗ 959 | ↗ 992 | ↘ 991 | ↗ 1021 | → 1021 | ↗ 1048 | ↘ 1025 | ↘ 932 |

Зарегистрированные безработные*:
| Год  | 2015 | 2016 | 2017 | 2018 | 2019 | 2020 | 2021 | 2022 | 2023 |
| ---- | ---- | ---- | ---- | ---- | ---- | ---- | ---- | ---- | ---- |
| Чел. | 1746 | 1653 | 1903 | 1989 | 2004 | 2222 | 3278 | 2711 | 3524 |

*2015—2019 годы — среднегодовое число, с 2020 года — на 1 января.
Средняя брутто-зарплата:
| Год  | 2015 | 2016   | 2017   | 2018   | 2019   | 2020   | 2021   | 2022   |
| ---- | ---- | ------ | ------ | ------ | ------ | ------ | ------ | ------ |
| Евро | 1031 | ↗ 1031 | ↗ 1167 | ↗ 1250 | ↗ 1341 | ↗ 1421 | ↗ 1528 | ↗ 1703 |

В 2019 году муниципалитет Тарту занимал 18 место по величине средней брутто-зарплаты среди 79 муниципалитетов Эстонии.
Число учеников в школах:
| Год  | 2015   | 2016     | 2017     | 2018     | 2019     | 2020     | 2021     | 2022     | 2023     | 2024     |
| ---- | ------ | -------- | -------- | -------- | -------- | -------- | -------- | -------- | -------- | -------- |
| Чел. | 13 093 | ↗ 13 494 | ↗ 13 877 | ↗ 14 255 | ↗ 14 470 | ↗ 14 688 | ↗ 14 662 | ↗ 15 218 | ↗ 15 334 | ↘ 15 275 |